# Histoire de Caderousse
 (août 2021).
Si vous disposez d'ouvrages ou d'articles de référence ou si vous connaissez des sites web de qualité traitant du thème abordé ici, merci de compléter l'article en donnant les références utiles à sa vérifiabilité et en les liant à la section « Notes et références ».

Blason de Caderousse

Caderousse est une commune du sud de la France, en Vaucluse, qui s'étend sur la rive gauche du Rhône.

## Chronologie

### Préhistoire et antiquité

#### Le passage du Rhône par Hannibal

Hannibal traversant le Rhône à la hauteur de Caderousse

Lors de la deuxième guerre punique, après avoir évité de s’attaquer aux villes grecques de Catalogne, Hannibal Barca pénétra en Gaule. On pense que, après avoir franchi les Pyrénées au col du Perthus et établi son campement près de la ville d’Illibéris — actuelle Elne à proximité de Perpignan —, il se dirigea sans encombre jusqu’au Rhône, où il arriva en septembre -218 avant que les Romains ne puissent empêcher son passage, à la tête de quelque 38 000 fantassins, 8 000 cavaliers et 37 éléphants de guerre. L'hypothèse la plus probable est qu'il fit traverser son armée à la hauteur de Caderousse où se situaient les Insulae Furianae selon le relevé C des cadastres d'Orange.
Après avoir évité les populations locales, dont les Voconces qui tentaient d’arrêter sa progression, Hannibal échappa aux légions romaines venant de la côte méditerranéenne en remontant la vallée du Rhône. Rome venant de conquérir la Gaule cisalpine, Hannibal espérait, après avoir traversé les Alpes, trouver un renfort chez les Gaulois du nord de l'Italie.

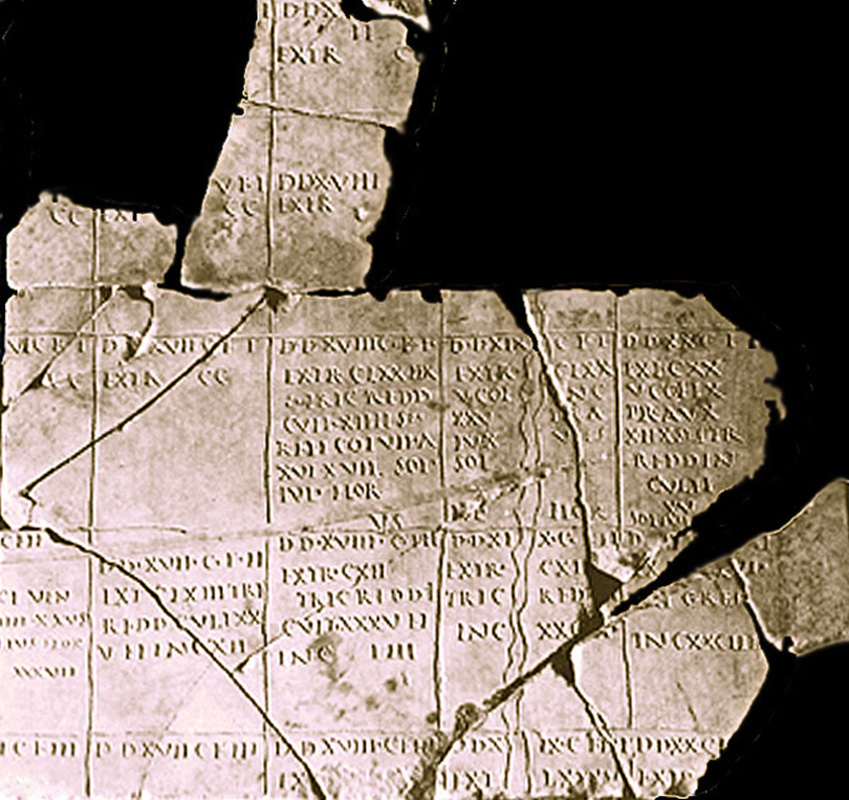
Cadastres d'Orange.

77 : Cadastration des Insulae Furianae (Caderousse) qui sont rattachées à la colonie romaine d'Orange.

#### Caderoussevicusde la colonie romaine d'Orange
Les premiers arrivants sont issus de l’île de Rhodes et fondent la ville de Rhoda, près d’Aigues-Mortes (aujourd’hui disparue). Ces Rhodiens donnent le nom de leur ville au fleuve Rhône qui devient Rhodenos, puis Rhodanus en latin, Rhône en français et Lou Rose en provençal.
Dès leur installation, ils organisent jusqu’à Lyon une activité commerciale par la roue maritime du Rhône. Très vite ils installent des établissements à Orange, qui déjà est une ville structurée. Le port de Caderousse en devient le pivot et comme sa population est cavare, le transit des personnes et des marchandises se fait sans heurt.
L’origine du nom de Caderousse, bien qu’ignoré pendant des siècles par les historiens, fut reconnu dans leur dans l’état civil comme étant Cadarous et parfois orthographié Kadarous. Ce nom est formé des deux racines celtes suivantes :
-	"Cad" qui signifie un lieu et "Cad" en latin un peuple
-	"Arous" qui signifie au bord de, près de, l’eau, source, quartier, rivière. Il est dérivé d’"Arar" qui à l’époque gauloise était le terme générique pour désigner un fleuve, un cours d’eau. Arar sur la carte de Peutinger identifie la Saône.

### Moyen Âge
- 721 : Arrivée des Sarrazins, à Rochemaure et à Caderousse ; l’ancienne Maison des Maures (route de Chateauneuf) porte témoignage de la solidité de cette occupation.
- 975 : Nouvelle invasion sarrazine, repoussée par Guillaume Ier d'Orange, comte de Provence.

#### Une fondation clunisienne
Dès le XIe siècle, une communauté de moines noirs de Cluny s’installe en dehors du village au nord à quelques centaines de mètres du cimetière actuel. L’exercice du culte s’amplifie. L’église paroissiale est Saint-Martin, chapelle construite d’après les académiciens de Vaucluse, sur un ancien temple dédié à Mars. L’église Saint-Michel qui est la propriété des seigneurs d’Ancezune et Reynaudi est construite, elle aussi, sur un temple mais lui dédié à Apollon. D’après les archives de France et du plan retrouvé il y a quelques années, datant de 1803, l’église a été reconstruite sur la base de trois piliers antiques.
Village déjà indépendant au XIIIe siècle, il fut soumis par Pierre de Caderousse le 17 juin 1236 au comte Reynaudi d’Orange. Ce protocole fut signé auprès d'Amic, évêque d’Orange et approuvé sous la dénomination « Protocole A » le 24 septembre 1236.
En 1291, Caderousse est créée en Coïtas (communauté de citoyens) et est gérée par trois entités : le pape, les seigneurs et co-seigneurs de Caderousse, et les habitants.
- 1138, le 12 octobre : Wilehmus et Guilemus de Cadarossa, Bertrand de Insula, les frères Oliverus et Petrus, ainsi que le canonicus (prêtre) de Caderousse font une donation à Richerenches.
- 1144, le 18 janvier : Pierre de Saint Michel Clermont de Caderousse s'investit dans la commanderie de Richerenches.
- 1236, le 17 juin : Soumission de Caderousse au comte Raymond VII de Toulouse au palais de monseigneur Amic à Orange sous la lettre A du protocole.
- 1272 : Guillaume d'Ancezune devient seigneur de Caderousse.
- 1273, le 6 février : Augier seigneur de Caderousse prête serment au dissident Bossicon Roverato pour l’église.
- 1274, le 27 janvier : Caderousse obéit à l’église, le pape Grégoire X, nomme le premier recteur du Comtat en la personne de Guillaume de Villeret.
- 1275 : La famille d'Ancezune, partage les cens avec l’évêque de Cavaillon-sur-Caderousse.
- 1291 : Création de la communauté de Caderousse (Cadarossioe – Coïtas).
- 1302, le 31 octobre : Délimitation du territoire par entente amicale avec la principauté d'Orange sur acte notarié apostolique.
- 1347 : Un rescrit du pape Innocent VI prescrit la construction d'une enceinte en dur autour de Caderousse.
- 1358, le 16 août : Jacques d'Ancezune est nommé juge de la principauté d’Orange.
- 1364, le 11 avril : Les consuls de Caderousse n'appliquent cette directive qu'à cette date.
- 1379, en décembre, pour le remercier des services rendus à l'Église en Italie, Clément VII inféode Caderousse et Mornas au routier gascon Bernardon de la Salle.
- 1383 : Caderousse bénéficie des charges anoblissantes par la grâce du pape Clément VII. (Jérôme d'Aramon).
- 1400 : Mise en place du premier sceau de Caderousse.
- 1404, le 12 avril : Le parlement du Bourg dispose d'un sceau en plomb pour authentifié tous les documents avec le Saint-Siège .Ce sceau représente un aigle les ailes déployées regardant à senestre(à gauche).
- 1404, le 22 avril : Construction du clocher de Saint-Michel.
- 1414 : Élaboration du premier cadastre à Caderousse (intra-muros) et division du territoire en 5 parties.
- 1428, le 15 août : Instauration du premier parlement composé de 24 représentants de la commune, dépendant :	
  - 8 de la papale
  - 8 de la seigneuriale
  - 8 de la rurale
- 1438 : L'Église de Saint-Martin continue de faire office d’église paroissiale. Le cimetière communal est attenant au monument.
- 1450 : L’église Saint-Michel qui appartient aux seigneurs d'Ancezune et Reynaudi de Cambis ne contient qu'une nef.
- 1450 : Louis XI (dauphin de France) se plaint que des Caderoussiers ont tué quelques-uns de ses sujets qui naviguaient sur le Rhône. Il met en garde la papauté contre ces meurtres et déclare vouloir attaquer Pierrelatte par représailles.
- 1456, le 31 décembre : La baronnie de Vénéjan passe sous le contrôle de la maison d'Ancezune de Caderousse.
- 1464 : L’église paroissiale est transférée à Saint-Michel. Les desservants de Saint-Martin à la suite du vandalisme des routiers se retranchent dans la maison appartenant aujourd'hui à la commune, sise Grande Rue (sert de logement au directeur, de l’hôpital des pauvres).
  - Les moines noirs de Cluny se retirent dans leur abbaye attenante de Saint-Martin.
- 1470 : Construction de la première chapelle d'Ancezune dont subsiste le ½ arc d'entrée vers Saint-Michel.
- 1471 : Aimar d'Ancezune est nommé grand écuyer de la comtesse de Provence.
- 1473 : Fondation du cimetière intra-muros, par donation du terrain qui jouxte Saint-Michel appartenant au noble Philippe Alemand co-seigneur. Aujourd'hui place d'Ancezune.
- 1478, le 18 juin : Jacques de Chassenatico et Humbert Maréchal seigneurs de Montfort, frères utérins et co-seigneurs de Caderousse font construire une chapelle privée en face de celle d'Ancezune. Engagement d'un chevrier pour garder les chèvres des habitants de la Communauté.
- 1479 : Achat de la première maison communale.
- 1481 : Nomination de Gillet Masson à l'office de bayle de la cour des co-seigneurs.
- 1486 : Fondation d’une messe quotidienne à l’église Saint-Michel.
- 1489, le 8 novembre : André Fayssat, abbé de Caderousse fait construire sa chapelle privée pour y être enseveli. Elle est attenante à celle des d'Ancezune.
- 1492,le 1er décembre. Hommage de Jean de Bourg alias Savoye à Antoine Cellerier co-seigneur.
- 1493, le 20 février : Les Syndics de Caderousse au nom de la confrérie de Saint-Sébastien font construire une autre chapelle, attenante à celle de Chassenatico.
- 1498, le 19 octobre .Engagement de Georges Chaubaud comme forgeron.
- 1508, le 3 janvier : Les consuls ordonnent de nettoyer le devant de chaque propriété par le locataire ou le propriétaire.
- 1509, le 13 mars : Reconstruction du clocher arcade de Saint-Michel.

### Renaissance

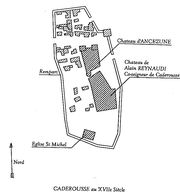
Cadarousse au XVIe siècle

- 1510, Louis XII prescrit que tous les procès seront transcris dans la langue populaire du pays.
- 1511, le 19 février : Caderousse se plaint des passages des troupes de Charles VIII et de Louis XII sur son territoire.
- 1511, le 9 avril : Construction de 6 baies au clocher de Saint-Michel.
- 1513, Caderousse obtient une justice seigneuriale. Le pape Léon X accorde aux consuls des courriers aux armes de la ville.
- 1517, le 23 décembre : Construction de la chapelle Saint-Claude par démolition de l'ancienne chapelle d'Ancezune.
- 1518, Mariage de la princesse de Florence Jeanne de Baroncelli avec le co-seigneur de Caderousse, Reynaudi de Cambis.
- 1522 : Une autre chapelle est construite au sud après celle de l'abbé Fayssat.
- 1523, le 17 janvier : La reine et le fils des princes d'Orange sont reçus au château d'Ancezune.
- 1524, le 29 mars : François Ier accompagné du Duc d'Alençon et avec une escorte de 2 000 hommes séjournent à Caderousse. Les députés de la ville d'Avignon et ceux du Comtat viennent à Caderousse offrent leurs services et les clés de leurs villes, au roi.
- 1527, Institution d'un chapelain pour la chapelle Saint-Claude.
- 1539, le 10 août : François Ier supprime la langue provençale et rend obligatoire le français pour tous les actes officiels dans la diplomatie, justice et l’administration. L'ordonnance de Villers-Cotterêts est rédigée par Guillaume Poyet.
- 1540, Les consuls interdisent par arrêté les jeux de boules.
- 1541, le 21 novembre : Arrivée du Grand Prieur de Cluny.
- 1549, Jean d’Ancezune est nommé lieutenant-général du Royaume d'Écosse.
- 1551, Entretien des chaussées et de la route du Lampourdier.
- 1557, le 3 mars : Caderousse accepte l'instauration du péage pour ses habitants qui transitent sur le pont de Codolet.
- 1560, le 8 décembre : Réunion des seigneurs de Caderousse à la cathédrale Notre-Dame-de-Nazareth d'Orange
- 1562, le 7 juin : 2 000 catholiques se réfugient à Caderousse. Ils sont reçus par le seigneur Prevost. Jean Perrat, témoin écrit : « Meu de pitié, les fict tous entrer, il leur fict de grand bien et Dieu le luy rendra ».
- 1562, le 3 août : Les protestants occupent Caderousse et Crussol qui succède au baron des Adrets y commande les troupes, ils quittent la ville 8 jours après.
- 1563, le 17 mars : Caderousse se soumet aux Huguenots qui sont de retour dans la ville.
- 1563, le 30 avril : Refonte des cloches de l'église de Saint-Michel.
- 1564, le 19 février : Réunion à Caderousse pour un entretien de paix de Pierre Warick et de Paul de Heyst, commissaire du Prince d'Orange ville. La réunion n'aboutit pas. Les protagonistes sont :
  - les huguenots, capitaines Chabert-Fromigères de Langes et Philippon
  - les députés catholiques Dardaillon et de Carles
  - le conseil de Caderousse.
- 1564, le 22 septembre : Le général Serbollini retire ses troupes de Caderousse.
- 1564, le 22 septembre : Charles IX couche à Caderousse (rue château vieux).
- 1565, le 12 août : Le roi Charles IX arrive avec Catherine de Médicis sa mère à Orange. Refuse de coucher dans la ville et s'invite chez les d'Ancezune.
- 1567, le 4 avril : Le seigneur d'Ancezune, propriétaire de la moitié de Caderousse sollicite le pape Pie V pour le rachat des terres appartenant à la papauté depuis 1274. Après enquête et par bulle, le pape rejette cette offre.
- 1568, Hiver rigoureux, gel des oliviers. Le 20 mars, le baron de la Garde, le président Clavère viennent à Caderousse pour parlementer.
- 1568, le 13 août : Construction du moulin au lieu-dit la Meuse (près du Pélori).
- 1570, octobre : Caderousse résiste à l’occupation des huguenots qui partent sur Châteauneuf Calcernier (Châteauneuf-du-Pape).
- 1571, le 5 novembre : 100 soldats viennent en renfort dans Caderousse.
- 1572, le 2 février : Nouveau conflit à Orange entre catholiques et huguenots.
- 1572, le 14 décembre : Paix entre la Principauté d’Orange et le Comtat (ce traité n'est pas respecté).
- 1573, Moïse Bertrand Vastinaux livre Caderousse aux huguenots. Il est exécuté le 31 octobre par la Rote romaine.
- 1574, le 9 janvier : Le capitaine de la Croix en garnison à Caderousse avec 50 hommes part à Orange et y perd 23 hommes, lui-même est blessé.
- 1575, le 10 janvier : Henri III quitte Avignon et passe par Caderousse.
- 1575, le 25 août : Le cardinal d'Armagnac demande à Monseigneur de Ville Clère, lieutenant général des faits de la guerre de sa Sainteté que : « les consuls manens et habitants de Caderousse lui envoie une compagnie de la troupe du capitaine Juhle Fulques stationnée à Caderousse pour l'escorter ».
- 1578-1579, Le cadastre est refait sous les consuls Louis Feugière et Berbiguier.
- 1596, Visite du légat du pape.
- 1597, Renforcement du poste de la place. L'Église de Caderousse est annexée au collège de la compagnie de Jésus. Ce rattachement permet à la paroisse de recevoir de nombreux dons.
- 1599, Réparations des remparts.
- 1600, le 11 juin : La porte de Castellan se ferme par un pont-levis manœuvré par corde.
- 1601, le 14 mars : Les consuls doivent porter le chaperon.

#### Le duché de Caderousse[6]
La création en duché est réalisée le 18 septembre 1604 et son érection en ville est approuvée par le vice-légat du pape le 25 février 1753.
Ses armoiries sont : De gueule à deux clés d’or en sautoir, accompagnées de la lettre K en clef et de la lettre A en pointe, les deux sont en or.
Ces armories datent du sceau de 1592 et feront l’objet d’un descriptif dans l’agenda communal de 2006.
- 1606, l'évêque d'Orange, Jean de Tulles, s’installe à Caderousse après sa démission.
- 1607, le 27 mars : Les huguenots brûlent le château Calcernier (Châteauneuf-du-Pape) et s'installent à Caderousse avec 4 canons.
- 1607, le 26 septembre : Les députés huguenots logent à Caderousse.
- 1610, Les portes de Caderousse sont fermées, 24 hommes en assurent la garde et les rondes de nuit.
- 1622, le 19 novembre : Louis XIII loge chez les d'Ancezune au château (rue château vieux).
- 1625, Saint-Chaumont, seigneur de Caderousse s'installe avec trois escadrons de cavalerie au Pont d'Aigues.
- 1625, le 24 février : On aménage des meurtrières dans les murs de l'hôpital.
- 1630, Pour éviter la peste, les Caderoussiers ne peuvent sortir du bourg que munis d'autorisation.
- 1667, Quelques Caderoussiers s'exilent à Carpentras.
- 1668, L'abbaye des bénédictines de Sarrians placée sous le vocable de l’annonciation de la Sainte-Vierge (le 9 mai 1652) est transférée à Caderousse sous la prieure, Madame du Mazel (près de l'église Saint-Michel, aujourd’hui désaffectée).
- 1669, le 1er mai : Louise de Bertrante rejoint l’abbaye.
- 1674, le 31 octobre : Clôture en pierres du cimetière.
- 1674, le 16 décembre : Visite du gouverneur général des Armées du Pape, à Caderousse.

### Période moderne

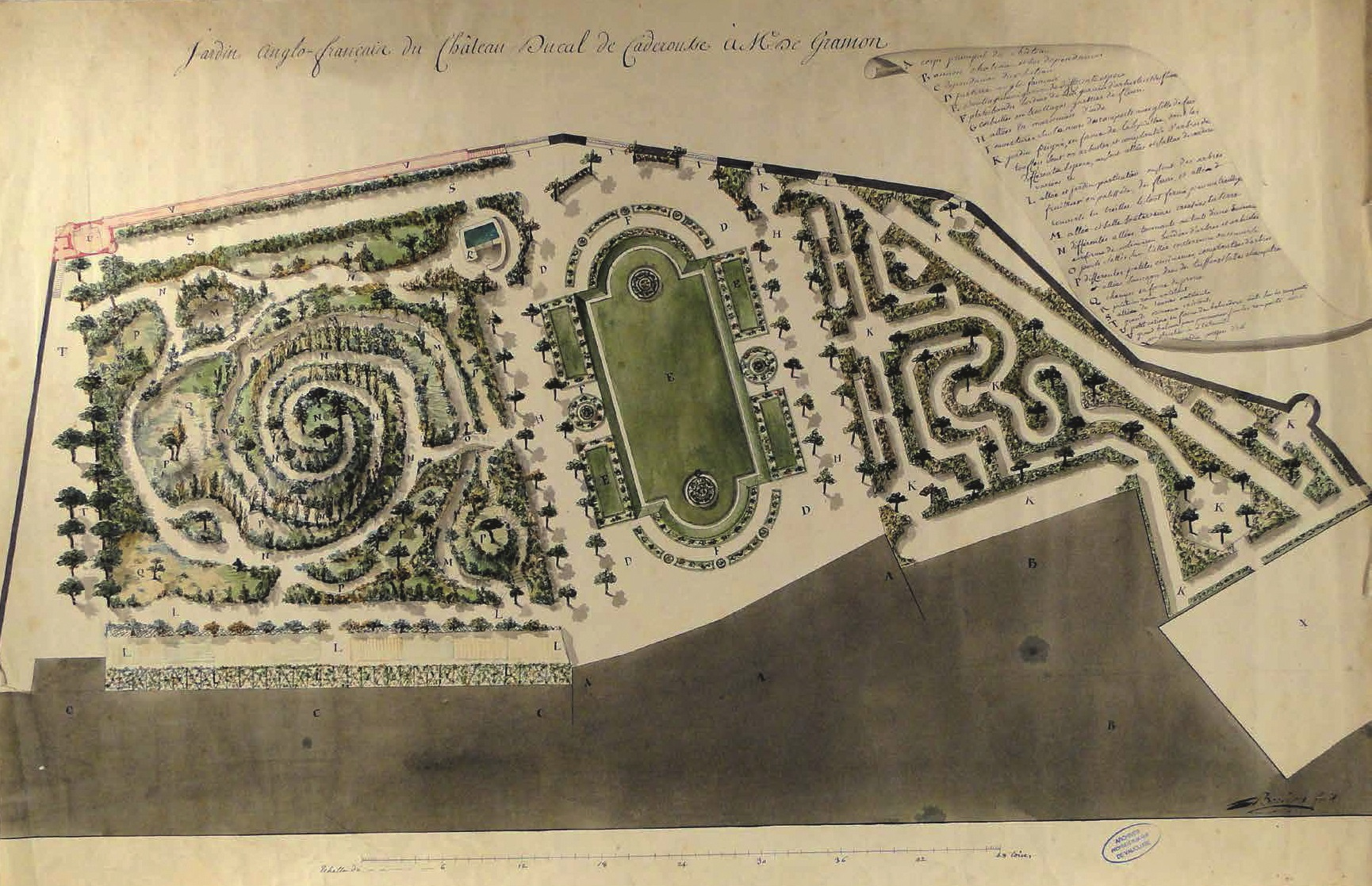
Plan des jardins du château ducal de Caderousse, XVIIIe siècle

- Plan des jardins du château ducal de Caderousse, XVIIIe siècle1709, le 31 mai : Siège de Caderousse par les troupes du vice légat.
- 1735, le 30 novembre : L'église, la chapelle et le village sont inondés à Caderousse.
- 1753, le 25 février : Érection en ville du bourg de Caderousse.
- 1761, le 10 mai : Visite du légat du pape à Caderousse.
- 1764, le 13 novembre : Visite du vice légat du pape pour vérifier les réparations faites aux digues et aux remparts.
- 1775, le duc de Gramont par supplique au pape Pie VI demande le rattachement des terres papales à son domaine, refus par la chambre apostolique.
- 1781-1838, Vie de Benoît Tranquille Berbiguier savant flûtiste.
- 1789, le 6 octobre, Troubles dans Caderousse.
- 1790, érection d’une potence devant le château ducal (place de l'Église).
- 1791, le 14 septembre : Annexion du Comtat Venaissin à la France.
- 1792 : levée d'une garde citoyenne.
- 1792 : séquestre des biens de Gramont (citoyen).
- 1792, le 26 août : Nomination d'un curé constitutionnel François Jérôme Berbiguier.
- 1792, le 8 septembre. Plantation de l'arbre de la liberté à la Place publique (actuelle place)
- 1793, le 25 juin : Création du département de Vaucluse.
- 1797, le 18 juin : La comtesse Sinety de Gramont porte plainte contre la destruction de son colombier et de l'abattis des arbres de son accès.
- 1811, le 10 juin : Le conseil municipal vote le centime additionnel pour la guerre contre l'Angleterre.
- 1812, le 10 juin : Réparation de l'horloge de la mairie.
- 1821, le 8 mai : Agrandissement du poste de garde (porte de la place).
- 1824, école de filles gratuite placée sous l'égide de Mme De Gramont.
- 1825, devise de la maison de Gramont « A. Resistente Coronor ».
- 1834, le 29 septembre à Orange. Par acte notarié (no) et sur décision de Louis Philippe Ier, Roi des Français, la commune de Caderousse vend à Emmanuel Marie Pierre Félix Isidore de Gramont, Duc de Caderousse, Pair de France, Marquis de Vachères et de Codolet, Baron du Thor, Maréchal de camp des Armées du Roi, officier de la légion d'honneur, chevalier de Saint Louis, domicilié en son château du dit Caderousse place de l'Église la portion des remparts de la ville longeant le fossé et servant de clôture à son jardin. Dimensions : 234 m de longueur, 1,50 m d'épaisseur et 5 m de hauteur. Avec pour obligations : 1/ de détruire ce rempart 2/de pratiquer d'ouverture de sortie sauf celle qui existe depuis le 18 novembre 1806.
- 1837, le 20 août : Agrandissement du cimetière de Saint-Martin.
- 1839, le 6 février : Plantation d'arbres sur la route après les écoles.
- 1842, remparts démolis.
- 1843, le 31 août : Démolition des remparts excédent 1 m du sol.
- 1869, le 14 novembre : Bénédiction de la chapelle Saint-Martin.
- 1870, souscription pour construction d'une nouvelle église. Deux dons ? 3 674,50 f et 1 985,75 f. Proposition refusée par l'évêque, les sommes ont été utilisées pour construire l'école libre.
- 1879, le 25 février : Il y a deux classes garçons, deux classes filles, une bibliothèque avec 22 volumes, un abattoir, un cimetière avec concession, un cimetière sans concession, un hôpital, un moulin à farine, un bureau de poste et télégraphe.
- 1882, le 16 avril : Donation anonyme pour ériger un autel en marbre en l'honneur de saint Joseph (église Saint-Michel).
- 1884, loi du 5 avril de Jules Ferry sur les premières libertés communales.
- 1885, le 1er mars : Crépi de l’église fait par un employé suisse pour un coût de 75 francs.
- 1889, le 6 mars : La croix du portail de la place est démolie dans la nuit.

### Période contemporaine
- 1902, le 29 mars : La croix du portail de Castellan est démolie dans la nuit.
- 1908, le 19 mars : Suppression des conseils de fabrique. Naissance du conseil paroissial.
- 1913, le 29 mars : Battant et grosse cloche tombent au pied de Simon (le sonneur) pas de blessé. La réparation est faite par les ateliers de Lyon de monsieur Burdin.
- 1924, le 7 janvier : Agrandissement du cimetière (où il y a le monument aux morts).
- 1933, le 22 novembre : Électrification des campagnes.
- 1937, le 27 juin : Construction du monument aux morts.
- 1937, le 11 novembre : Inauguration du monument de 14-18.
- 1937, arrivée de réfugiés espagnols.

## Origine du nom de Caderousse
1er temps
C’était l’ISLE.
Caderousse visité par Annibal en 218 av. J.-C. et cadastré en l’an 77 de notre ère, trouve aujourd’hui une explication étymologique.
Cette explication est issue des archives départementales et de la chambre Apostolique détenues dans les dossiers du « Duché de Caderousse ». (Réf.AD, Vauc.2 E).
En voici, la version historique.
Dans son livre, sur « les pas d’Annibal », Paul Marquion, démontre avec schémas à l’appui toutes les positions des troupes lors de leurs passages du Rhône le 28 octobre. Cette armée en mouvement, composée de 50 000 hommes, 9 000 cavaliers et de 4 000 bêtes dont 37 éléphants, était échelonnée sur une longueur de plus de 40 km et sur plusieurs colonnes.
Par conséquent, lorsque les historiens parlent de passage, cela signifie qu’une partie des troupes a passé le Rhône entre « Avignon et Pont Saint-Esprit ».
Quant aux endroits supposés être entre l’Aigues et Caderousse, ils sont attestés par Sosiphos et Sinelos historiographes du Général Carthaginois et repris par Polybe, le Grec et Tite Live, le Romain. Endroits identifiés par Scoras, qui est l’Aigues et L’Isle, qui est Caderousse.
2e temps
C’était les « INSULAE FURIANAE ».
Identifié sous cette appellation sur ordre de l’Empereur Vespasien, le cadastre ‘C’ représente bien le territoire de Caderousse (appellation qui correspond à Ile Furianus, du nom de son arpenteur)
Ce cadastre affiché au musée d’Orange a fait l’objet d’une thèse intitulée « Des fragments à la totalité’, par Jean Claude Leyraud, en 1956.
Cette thèse, ainsi que la reconstitution de l’ensemble des cadastres ‘A’ ‘B’ et ‘C’ réalisée par le Chanoine, Sautel et l’historien scientifique, Piganiol, n’ont jamais été contestés historiquement, mais au contraire confirmés par une série de document et de texte parus dans les « Révisions épigraphiques et nouvelles données d’onomastique » éditée par le CNRS –et notamment en 1999.
3e temps
Du Ve au Xe siècle
À la chute des Romains, le territoire est occupé successivement, par les Visigoths, les Francs, les Burgondes, les Sarrasins etc. Au Xe siècle, un état de trouble éclate entre les seigneurs.
Quant en était il de son appellation ? Aucun écrit disponible ne le précise et pourtant les archives du XIe siècle nous indiquent qu’une population active existait déjà depuis longtemps à Caderousse, avec un système d’organisation bien établie.
4e temps
C’était « CADAROSSA ».
De cette époque les archives inventoriées sous le nom de ‘Duché ’nous démontrent qu’à l’arrivée des moines noirs de Cluny et des seigneurs, venus en nombre de l’extérieur, le Bourg pris le nom de Cadarossa.
Parmi les nouveaux arrivants figurent les familles Des Cadarousse et d’Ancesune.
Par conséquent, j’en déduis que du conflit qui oppose à cette époque les seigneurs entre eux, seule la famille, Des Cadarousse, en tire profit et autorité.
De cette autorité, elle fait dès 1060, enregistrer sa première donation à l’Abbaye Saint-Victor de Marseille sous le nom de Ripert de Cadarossa.
En 1080, son fils Pierre, qualifié de Seigneur d’Orange et de Caderousse, Seigneur d’Entraigues et de Cadenet, fait lui aussi des dons très importants à la Commanderie de Richerenches. Ces dons sont enregistrés par le moine scribe de la Commanderie sous le nom de Pierre de Cadarossa.
En 1216, curieusement, Pierre de Caderousse vend en juin, tous ses biens à Rainbaud d’Ancesune, au prix de 1840 sous Raimondins.
Cette transaction annotée dans un registre, fait apparaître que le nom de famille Des Cadarousse, disparaît définitivement des archives de la commune.
Puis, en 1236, la Maison d’Ancesune, se trouve être la seule de Caderousse à jurer fidélité à Raimond VII comte de Toulouse.
En 1253, volte-face politique, puisque Raimond d’Ancesune, prête hommage à Alphonse de Poitiers, Marquis de Provence, Suzerain d’Orange et des alentours, pour 1/3 de la coseigneurie de Caderousse.
Ce retournement dit « politique » permet au Bourg et au Seigneur de prendre de l’importance et ainsi l’identité du village est acquise puisque le nom de Cadarossa est avalisé dans tous les actes administratifs et documents notariés.
Par conséquent, eu égard aux références citées, il apparaît que toutes les hypothèses avancées par nombreux historiens sur l’étymologie du nom de Caderousse, deviennent de ce fait, caduques.
Caderousse, vient donc du nom de famille Des Cadarousse et que ce nom apparaît pour la première fois dans le cartulaire de Saint Victor en 1060.
Qui sont les : Des Cadarousse et les d’Ancesune.
Ils sont tous les deux originaires du petit village de Sahune dans la Drôme et issu d’une famille nombreuse .Ripert et Pierre sont frères et Rainbaud est un neveu puisque d’Ancesune s’appelle en réalité, Des Caderousse.
Ce, Des Cadarousse à, pour des raisons inconnues ou volontaires, mais certainement en accord avec les membres de sa famille changer son nom en Ancesune qui se rapproche phonétiquement de Sahune en le prononçant en patois.
Cette version est ainsi présentée par le Marquis de Ripert de Monclar dans la bibliographie De la « Commanderie de Richerenches », page CVII-CIX.
Par conséquent, Pierre de Caderousse et Rainbaud d’Ancesune sont parents qui, par volonté ou calcul lié à l’histoire de leur fidélité au Comte de Toulouse et au frère du Roi de France (Alphonse de Poitiers), ils ont imprégné leurs deux noms pour l’éternité dans l’histoire de Cadarossa.
(Caderousse).
(Pour l’histoire, les d’Ancezune sont connus à Avignon, où ils ont fondé un hôpital, à Sahune où il existe un château moyenâgeux ainsi qu’à Venejean. Ces deux Châteaux datent du XIIIe siècle.
Appellations
De cette chronologie, on comprend pourquoi les Caderoussiers prononcent toujours en patois, CADAROUSSE.
Cette origine, correspond à une toponymie que l’on appelle donc « Politique ».
Par conséquent, son gentilé, doit rester celui donné par les textes, c'est-à-dire Caderoussier, Caderoussière n’en déplaise à quelques grammairiens du siècle dernier car, son anthroponymie définie il y a plusieurs siècles, a pour base un nom de famille.
Cette règle constitue le fondement Grammatical en usage dans les textes.
Malgré les modifications orthographiques enregistrées au cours des siècles, Caderousse a gardé ses racines phonétiques tout en devenant tour à tour:
Cadarossa- Cadaronia -Cadarossia - Caderrossium- Caderossioe et Cadarosso en Provençal. Enfin, sur une carte de 1574, on voit apparaître Cap de Rousse.
Ce développement historique qui correspond à une étude des textes, doit « in fine » trancher définitivement cette question d’étymologie sur l’origine de CADEROUSSE.
Quant à son orthographe
Par décret du 25 Vendémiaire de l’an 2 (16 octobre 1793) Caderousse devient CADEROUCE et par circulaire du 14 Fructidor de l’an 12 (1er septembre 1804) les préfets sont invités à faire un tableau de chaque commune.
De cette dernière action, paraît la circulaire du 31 décembre 1805, qui requalifie CADEROUCE en CADEROUSSE.
Enfin, depuis 1877, est considérée comme officielle l’orthographe donnée par le Ministère de l’intérieur (soit CADEROUSSE) issu du recensement de 1876 qui dénombre entre autres 3025 habitants.
Enfin, ces quelques éléments historiques ne changent en rien la généalogie de la Maison d’Ancezune établie par Python Curt si ce n’est qu'en 1060 et en 1080, c’était les Cadarousse.

## «Ad Cadarossiae Gloriam»

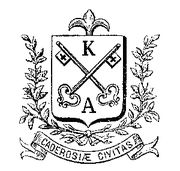

Caderousse est un ancien vicus celte de la tribu des Cavares qui existait dans sa configuration actuelle en l’an 77 de notre ère.
De son passé Antique, l’histoire nous révèle que cinq siècles av. J.-C., des Grecs qui viennent de l’île de Rhodes implantent des comptoirs commerciaux à Chrysopolis (Orange) et qu’ils organisent la route maritime du Rhône vers la méditerranée via Arles à partir de notre port d’Auriac situé en bordure de l’ancien lit de l’Aigues.
Identifié par les historiens grec et romain de DELTA, puis INSULA et INSULAE – FURIANAE, le village se transforme en CADAROSSA vers le début du XIe siècle sous l’impulsion de son seigneur, Ripert Clermont de Caderousse.
Durant l'antiquité, et avant la fondation de la colonie romaine d'Orange, la région de Caderousse fut le théâtre d’événements historiques important :
- le passage d’Annibal en 218 av. J.-C.,
- la défaite des Allobroges par Aenobarbus en 121 av. J.-C.,
- la bataille des Cimbres et des Teutons le 6 octobre 105 av. J.-C., qui écrasent les Romains près d’Orange.

En 485, la Provence entière est entre les mains du roi Wisigoth, Euric, les temples sont détruits ainsi que quelques vestiges romains et une partie de la population Cavare est déportée vers l’Italie.
Si la vie reprend à Orange à partir du VIIIe siècle on ne sait rien de Caderousse jusqu’au XIe siècle où des moines noirs de l’Abbaye de Cluny s’installent et forment une communauté à environ 300 mètres au Nord du cimetière actuel.
Après un siècle de dépendance aux Comtes et à l’Empereur Barberousse, l’espace de la cité est définitivement rattaché au Comtat de Venice (venaissin) jusqu’à la révolution.
Le Pape Clément VII en 1378 accorde l’investiture de son parlement (24 conseillers + 2 consuls). Le bourg est érigé en ville le 23 février 1754 et devient le plus gros village du Comtat avec près de 4 000 habitants.

### Étymologie
Depuis ses enregistrements, juridique-administratif et sa soumission en date du 17 juin 1236 (voir agenda 2006), son étymologie a toujours posé problème aux historiens et chercheurs locaux.
Cependant, la version délivrée par l’abbé Blanc en 1929 semble être toujours la plus crédible, car son origine est fondée sur son appellation. Appellation qui aurait pour base deux mots celtiques CAD et ROS : 
- CAD qui impliquerait un lieu,
- ROS qui impliquerait celui d’un confluent (Aigues-Rhône).

### Patrimoine

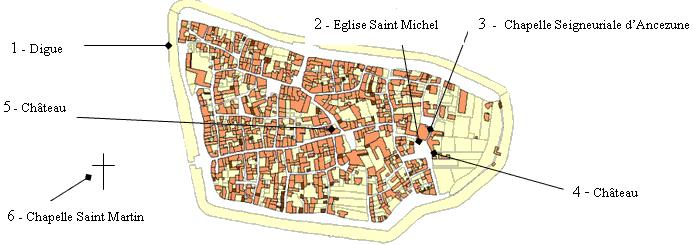
Plan orienté avec le nord à gauche

Il constitue la richesse léguée par nos ancêtres et nos contemporains. Il est représenté par :
- les archives,
- les bâtiments classés.

Si l’accès aux archives est autorisé aux citoyens avec un respect de temps et de procédures, les bâtiments (édifice, édicule, construction) et les œuvres sont accessibles par la visite.
Ils sont constitués par :
- les murailles,
- les vestiges du château de la maison d’Ancezune,
- la chapelle Saint-Martin,
- la « Fossa Augusta ».

Enfin pour clore ces fragments de l’histoire, il faut savoir que le VICUS, VILLAGE, BOURG ou VILLE, selon les époques n’a jamais été fortifié au sens propre du terme. Les meurtrières encore visibles ont été aménagées entre février 1625 jusqu’à la fin 1626 lors du conflit avec les calvinistes.
De tout temps, les digues, remparts constituaient d’abord une protection contre les assauts du fleuve Rhône.

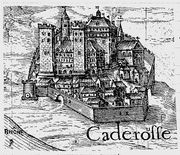

Plan schématisé qui fait apparaître les deux portes d’entrée et au fond à gauche, une poterne dans la muraille.
Les deux châteaux appartenaient aux seigneurs d’Ancezune et celui de Reynaudi (au 1er plan).
L’ensemble de la carte du Comtat Venaissin sous cette forme est visible dans le hall d’entrée de l’hôtel de Ville de Caderousse.
Plan réalisé par le révérend Père Bonfa de Carpentras au XVIIe siècle.
Ses murailles (ou remparts) 1
À la suite de désordres répétés d’insécurité créés par des anciens militaires (mercenaires à la solde de la France et de l’Angleterre) renvoyés dans leurs foyers sans indemnités au cours du XIVe siècle dans le Comtat, sa Sainteté le Pape Innocent VI (1352-1362) a ordonné par rescrit en l’an 1353 :

« que chaque ville et bourg du Comtat de Venice (Venaissin) soient ceints de murailles, tours et fossés à la charge des laïcs, clercs, évêques et communautés. »

Cette volonté Pontificale s’est exécutée à peu près sur l’ensemble du territoire entre 1353 et 1361 sous la responsabilité du Cardinal Gil Alornoz.
Cependant, à Caderousse, les consuls et le conseil s’y opposèrent parce que les charges étaient trop lourdes pour les citoyens.
Cette opposition dura jusqu’au 11 avril 1364 puis les travaux s’échelonnèrent sur plusieurs années.
L’ouvrage a été construit en pierres dures de Courthézon sur une hauteur de 5 mètres et 1,50 mètre de largeur sur la base, à certains endroits de la digue actuelle. (voir plan Bonfa)
Aujourd’hui[Quand ?], une infime partie de ce vestige vieux de plus de six siècles est toujours visible au sud du village intra-muros sous l’appellation « MUR de GRAMONT ». Le mur long de 234 mètres a été aliéné par la municipalité sous le mandat de Monsieur Lusignan, Maire au profit du Duc de Caderousse et Pair de France par acte notarié n° 311 du 29 septembre 1834 pour la somme de 5 000 francs.
Sous le mandat de ce même magistrat la démolition des digues a été exécutée à partir du 31 août 1843 pour la partie qui excède la hauteur de 1 mètre au niveau du sol, par vente aux enchères à la bougie pour la somme forfaitaire de 1 000 francs à l’exclusion du mur sud de clôture du château du Duc (voir paragraphe au-dessus).
Sous l’effet des nombreuses inondations de 1470, 1547, 1556, 1557, 1755 et 1840 ces murailles furent à chaque fois emportées sur les longueurs parfois de 100 m.
En 1547, la muraille près de la porte de Castellan s’est écroulée et en 1556, ce fut celle de la porte de la place (Orange). Tous les travaux consistèrent à replâtrer les brèches.
Enfin les aménagements du Rhône étant prioritaires sans souci des dommages qu’ils pouvaient provoquer au cours de ses crues, deux catastrophes se sont succédé.
Celle du 4 novembre 1840 où 83 maisons furent renversées et la crue du 31 mai 1856, la plus forte jamais enregistrée renversa 15 maisons, en endommagea 36 et 441 furent inondées en totalité jusqu’au 1er et parfois le 2e étage, jusqu’à des hauteurs comprises entre 4 et 5 mètres. Seules 5 maisons furent épargnées de gros travaux.
Après cette dernière catastrophe un projet de rehaussement et de consolidation de la muraille fut entrepris par deux ingénieurs ruraux.
Les travaux furent autorisés par le décret impérial n° 239 du 17 décembre 1859.
La digue d'enceinte
Bien que partiellement protégée le long du Rhône par des chemins herbeux qui servaient de digues et de lieu de promenade aux habitants, l’agglomération de tout temps s’est trouvée dans une zone déprimée due à la disposition continue de sa muraille qui n’a fait qu’aggraver sa situation.
Les projets conçus par les ingénieurs Rondel et Kleitz de l’arrondissement furent légèrement modifiés par rapport à ceux issus de la crue de 1840, et ont pu être concrétisés entre le 8 mai 1863 et le 24 septembre 1866.
Construite à 9 mètres au-dessus de l’étiage du fleuve, c’est-à-dire à la côte de 31,38 mètres au-dessus du niveau de la mer et sur une longueur de 1716,40 mètres, elle assure aujourd’hui une protection quasi complète du village intérieur pour un débit du Rhône pouvant aller jusqu’à 15 000 m3/s (hypothèse haute jamais atteinte).
Cette digue d’enceinte est comparable à celle d’Avignon pour son efficacité et qualifiée par les techniciens de l’art de « petite sœur ».
Cet aménagement entraîna l’expropriation à l’amiable de douze propriétaires dont celui du Duc de Gramont et du déplacement de son canal qui jouxtait le pied de la digue.
Cette digue d’enceinte est entourée de pierres provenant de la carrière de Saint Etienne des Sorts (Gard), transportés par péniches. Elle est protégée par un chemin anti-taupes et empierrées par des moellons cimentés entre eux.
Le montant global des travaux s’est élevé à 170 000 francs financés à hauteur des ¾ par l’Empire, le reste, par la ville et par tous les habitants selon un quota défini par zone.
Par son environnement gorgé d’eau, le tassement de la digue a nécessité des travaux de consolidation et en 1933, tous les joints des pierrés ont été refaits.
Cependant, avec l’asphaltage régulier des routes limitrophes de la digue entrepris par les élus municipaux entre le XXe et le XXIe siècle, le tassement ne paraît plus être un problème récurrent.
Cette digue est inscrite sur l’inventaire des monuments classés depuis le 5 novembre 2001.
Enfin, un beau chemin de promenade situé en bordure du parapet de couronnement entoure Caderousse intra-muros. De son surplomb on a une très belle vue pour apprécier le village et ses sites :
- l’ancien château Ducal (rue château – vieux) XIVe siècle,
- l’hôtel de Ville avec son beffroi construit en 1752 et qui porte sur sa façade les niveaux d’inondations mémorables,
- le mur de Gramont, dernier Duc de Caderousse et Pair de France (voir paragraphe murailles et remparts).
- Les escaliers d’accès et les deux portes d’entrées dites porte d’Orange et porte Castellan au Nord,
- En bordure Sud, le bras mort du Rhône qui est en réalité un ancien canal creusé par les Romains appelé FOSSA-AUGUSTA long de 710 mètres sur 30.5 mètres de large. Cette situation cadastrale se trouve affichée au Musée d’Orange.

Les châteaux 4-5
Deux anciens châteaux ont magnifié la grandeur de Caderousse. Ils appartenaient aux seigneurs d’Ancezune et Reynaudi. Des hôtes célèbres y ont séjourné :
- François Ier pendant 13 jours à partir du 9 août 1524,
- Henri III le 10 janvier 1575,
- Louis XIII du 19 au 20 novembre 1622.

Ils logèrent dans une chambre de 72 m² où se trouve toujours une cheminée qui porte en chef les marques du passage royal.
Dans la rue château-vieux près de la mairie on peut encore voir le passage d’accès de l’époque.
La chapelle « Saint Martin » 6 (attenante au cimetière)
Primitivement jusqu’en 1464 cette chapelle qui appartenait au prieuré Clunisien était l’Église paroissiale.
Elle est l’œuvre de moines noirs et construite sur le socle d’un temple consacré au Dieu Mars
On peut admirer en façade une porte romane encadrée de deux colonnes baguées aux élégants chapiteaux corinthiens surmontés d’une fenêtre richement ornée. L’édifice peut dater du XIIe siècle.
La voûte fut refaite par le lapicide Adam Louvet en 1456.

### Les seigneurs de Caderousse
Le premier fut Ripert de Cadarossa (de Caderousse) 
Puis sur les 33 co-seigneurs ayant participé à la vie de la commune, deux furent illustres : Les maisons d’Ancezune et Reynnaudi
Quant aux Gramont, ils furent les descendants au 5e degré de la famille d’Ancezune. À tort on leur attribue la construction de la chapelle Saint-Claude.
Construite au XVe siècle, reconstruite et agrandie au XVIe siècle, classée sur la liste des monuments historiques. Elle fit l’objet d’un exposé historique en janvier 2005, elle reste la propriété des d’Ancezune jusqu’à la Révolution.
Ces deux co-seigneurs avaient leurs châteaux de part et d’autre de la rue château-vieux. La famille Johnen-Delrieux architecte DPLG du village a réalisé les croquis de ces deux demeures, aujourd’hui disparues (voir photo).

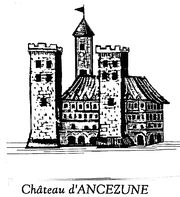
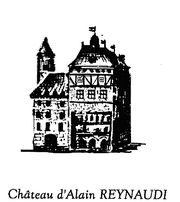

Dans le comtat, ces demeures furent célèbres par leurs hôtes.
- Le 17 janvier 1523, la Reine de Nassau et le cousin de feu le Roi se rendent à Caderousse, chez Aimer d’Ancezune. Cette reconnaissance date du 16 août 1358 où Reynaudi était juge de la Principauté d’Orange.
- Le 29 mars 1524, François Ier, accompagné du Duc d’Alençon et de 2 000 hommes d’escorte, loge au château de la maison d’Ancezune au 1er étage de la demeure de M. Point, pendant 13 jours. Le Maréchal de Cabane est présent.
- Le 26 novembre 1541, le grand Prieur de Cluny visite la chapelle St-martin et est reçu par les deux co-seigneurs.
- Le 10 janvier 1575, Charles IX, venant d’Avignon rend visite à ces deux Châtelains.
- Le 19 novembre 1622, Louis XIII à son retour de Montpellier fait une halte au village.
- Le 29 mars 1701, les Ducs de Bourgogne et de Berry, Princes sont reçus à Caderousse et logent au château de Durban.
- Le 26 juin 1761, le Cardinal Delci, vice légat du Pape est reçu par les d’Ancezune.
- Le 13 novembre 1764, visite de Grégoire Del Duca de Salvieti légat.

### Les maires de Caderousse

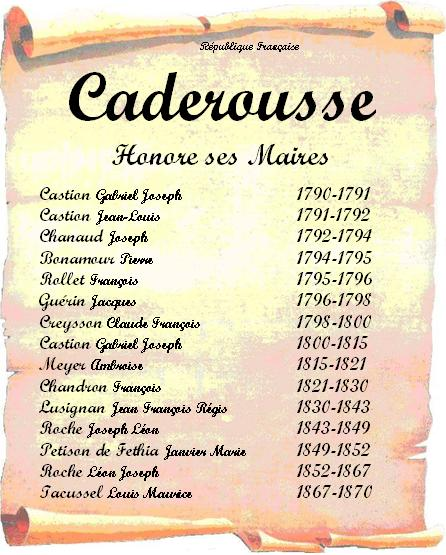
Cliquer pour agrandir

| Période                                  | Période    | Identité                 | Étiquette | Qualité |
| ---------------------------------------- | ---------- | ------------------------ | --------- | ------- |
| 1870                                     | 1870       | Antoine Millet           |           |         |
| 1870                                     | 1874       | Napoléon Clauzel         |           |         |
| 1874                                     | 1876       | Antoine Albert Millet    |           |         |
| 1876                                     | 1877       | Napoléon Clauzel         |           |         |
| 1877                                     | 1878       | Jean Patrice Rollet      |           |         |
| 1878                                     | 1884       | Joseph Victor Perrin     |           |         |
| 1884                                     | 1885       | Jean-André Estran        |           |         |
| 1885                                     | 1888       | Adrien Bastides          |           |         |
| 1888                                     | 1900       | Marius Sauvage           |           |         |
| 1900                                     | 1912       | Albert Perrin            |           |         |
| 1912                                     | 1925       | Camille Roche            |           |         |
| 1925                                     | 1935       | Mathieu Millet           |           |         |
| 1935                                     | 1944       | Julien Noiray            |           |         |
| 1944                                     | 1947       | Joseph Guilhe            |           |         |
| 1947                                     | 1959       | Jean Farjon              |           |         |
| 1959                                     | 1968       | Joseph Reynaud           |           |         |
| 1968                                     | 1977       | Ernest Capdeville        |           |         |
| 1977                                     | 1983       | Gaston Serguier          |           |         |
| 1983                                     | 2001       | Pierre Cuer              |           |         |
| 2001                                     | 2002       | Jean-Marie Roche         |           |         |
| 2002                                     | 15/03/2020 | Serge Fidèle             |           |         |
| 03/2020                                  | En cours   | Christophe REYNIER-DUVAL |           |         |
| Les données manquantes sont à compléter. |            |                          |           |         |

## Historique des inondations et réparations répertoriées

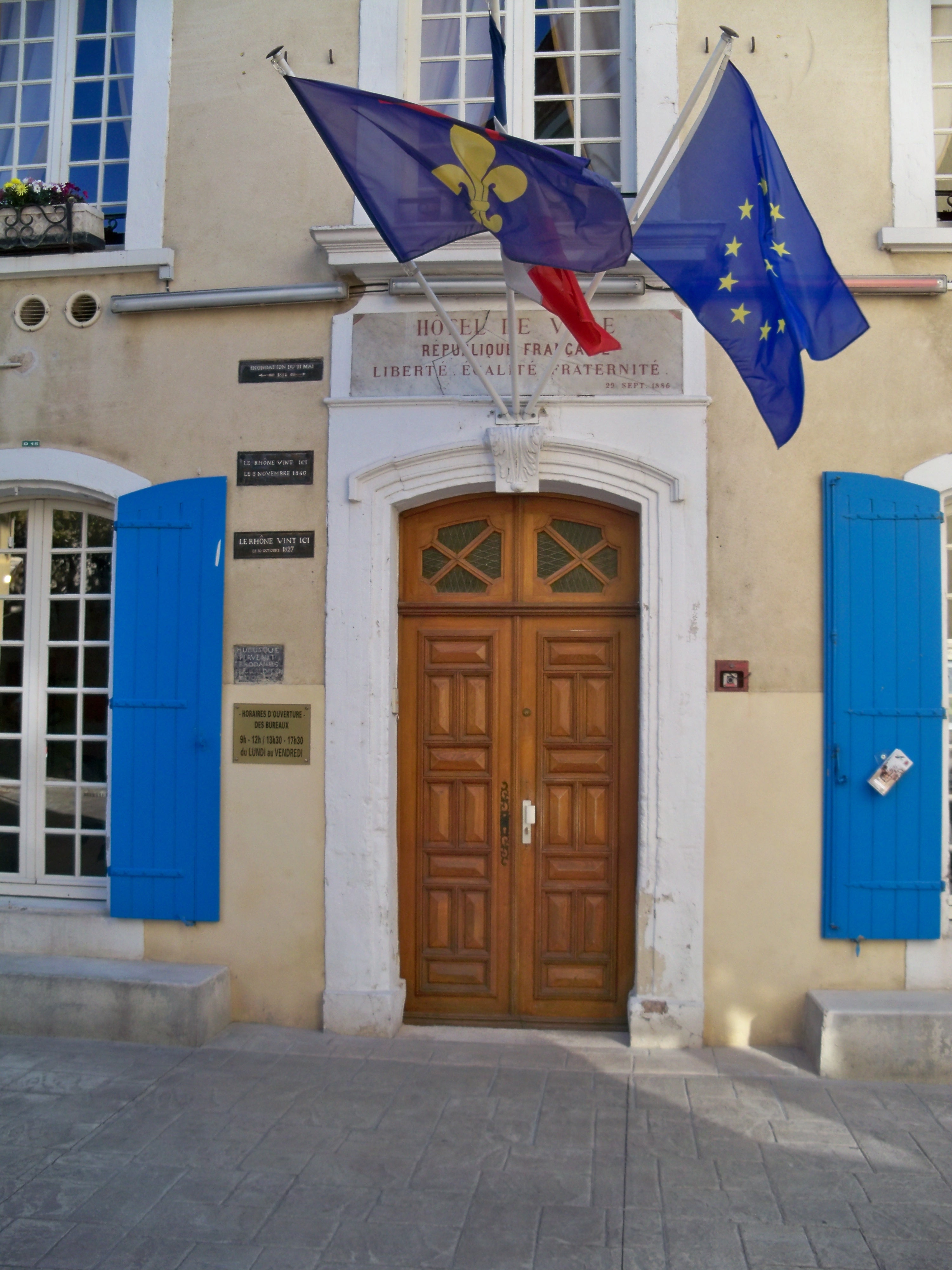
Façade de la mairie avec marques (plaques noires à gauche) des inondations historiques de 1827, 1840 et 1856

De par son emplacement en bordure du Rhône, mais aussi de par les nombres cours d'eau qui sillonnent la commune, le territoire de celle-ci a été inondé à plusieurs reprises dans son histoire. Parmi ces inondations, on peut noter celles dont on garde encore des traces.
La plus ancienne a eu lieu en 1226, où, par une crue du Rhône, Caderousse, ainsi qu'Avignon, sont inondées.
Par la suite, c'est le 23 septembre 1471, à 8 h du matin, que le Rhône saute les digues et les remparts et détruit le quartier des cabanes (80 maisons), puis inonde la ville vers 3 heures de l'après-midi. Cette inondation est qualifiée dans les textes « AD MEMORIAM AETERNAM ».
En 1530, une crue inonde l'église de Saint-Michel, puis on note des inondations les 22 février 1540, 29 novembre 1542 et 12 décembre 1543.
En 1548, une très grosse inondation qui pénètre l'intra-muros.
Le samedi 2 décembre 1570, vers 11 heures, le Rhône déborde.
Le 24 avril 1622 : Inondation importante à Caderousse où des gardes empêchent quelques habitants de se jeter à l'eau.
Inondations en novembre 1679.
Le 30 novembre 1735, l'église, la chapelle et le village sont inondés.
En 1816, le Duc de Gramont fait un legs de 44 800 F pour réparer la digue.
Le 4 novembre 1840, une crue est à signaler.
Le 31 mai 1853, crue de l'Aigues avec 5 mètres d'eau environ dans la plaine.
Le 31 mai 1856, crue du Rhône.
Le 8 mai 1863 on réalise des travaux de la digue d'enceinte.
Crue de l'Aigues en 1868.
Le 23 juillet 1914, Caderousse est inondée extra-muros. Rupture de la digue de l'Aigues.
Le 21 mai 1933, réparation des digues pour 50 000 francs de travaux.
Du 15 au 20, puis du 24 au 29 novembre 2002, la commune a subi une nouvelle fois les crues du Rhône.
Des plaques, apposées sur la façade de l'hôtel de ville, témoignent des inondations.